# Finale della Coppa del mondo per club FIFA 2014
La finale della 11ª edizione della Coppa del mondo per club FIFA si è tenuta sabato 20 dicembre 2014 allo Stadio di Marrakech tra gli spagnoli del Real Madrid, vincitori della UEFA Champions League 2013-2014, e gli argentini del San Lorenzo, vincitori della Coppa Libertadores 2014.

## Il cammino verso la finale
Il Real Madrid ha superato in semifinale il Cruz Azul, campione della CONCACAF Champions League 2013-2014, per 4-0.
Il San Lorenzo è arrivato in finale eliminando l'Auckland City, vincitore della OFC Champions League 2013-2014, per 2-1 dopo i tempi supplementari.

## La partita
La prima mezz'ora della gara ha visto il San Lorenzo imbrigliare gli avversari grazie soprattutto ad un grande pressing; poche le conclusioni verso la porta avversaria da parte Real Madrid, con Torrico attento su Benzema e Ronaldo. Al 37' però sugli sviluppi di un calcio d'angolo Ramos ha portato in vantaggio le Merengues, che hanno chiuso l'incontro al 51' con Bale. Inutili i tentativi di riaprire la gara da parte degli argentini, che anzi hanno rischiato di subire il terzo gol su un'iniziativa di Benzema.
Per il Real Madrid si è trattato del primo successo nella storia della competizione, dopo aver vinto tre edizioni della Coppa Intercontinentale (1960, 1998, 2002).

## Tabellino
| Arbitro: | Walter López Castellanos |

|                    |           |  |
| Ramos 37’ Bale 51’ | Marcatori |  |

| Real Madrid | San Lorenzo |

Formazioni:
| Real Madrid (4-3-3) |    |                    |     |     |
|                     |    |                    |     |     |
| P                   | 1  | Iker Casillas (c)  |     |     |
| D                   | 15 | Daniel Carvajal    | 30’ | 73’ |
| D                   | 4  | Sergio Ramos       | 22’ | 89’ |
| D                   | 3  | Pepe               |     |     |
| D                   | 12 | Marcelo            |     | 44’ |
| C                   | 23 | Isco               |     |     |
| C                   | 8  | Toni Kroos         |     |     |
| C                   | 10 | James Rodríguez    |     |     |
| A                   | 11 | Gareth Bale        |     |     |
| A                   | 7  | Cristiano Ronaldo  |     |     |
| A                   | 9  | Karim Benzema      |     |     |
| Sostituzioni:       |    |                    |     |     |
| P                   | 13 | Keylor Navas       |     |     |
| P                   | 25 | Fernando Pacheco   |     |     |
| D                   | 2  | Raphaël Varane     |     | 89’ |
| D                   | 5  | Fábio Coentrão     |     | 44’ |
| D                   | 17 | Álvaro Arbeloa     |     | 73’ |
| D                   | 18 | Nacho              |     |     |
| C                   | 6  | Sami Khedira       |     |     |
| C                   | 24 | Asier Illarramendi |     |     |
| C                   | 26 | Álvaro Medrán      |     |     |
| A                   | 14 | Javier Hernández   |     |     |
| A                   | 20 | Jesé               |     |     |
| Allenatore:         |    |                    |     |     |
| Carlo Ancelotti     |    |                    |     |     |

| San Lorenzo (4-3-3) |    |                    |     |     |
|                     |    |                    |     |     |
| P                   | 12 | Sebastián Torrico  |     |     |
| D                   | 7  | Julio Buffarini    | 55’ |     |
| D                   | 14 | Walter Kannemann   | 85’ |     |
| D                   | 3  | Mario Yepes        |     | 61’ |
| D                   | 21 | Emanuel Más        |     |     |
| C                   | 20 | Néstor Ortigoza    | 12’ |     |
| C                   | 5  | Juan Mercier (c)   |     |     |
| C                   | 8  | Enzo Kalinski      |     |     |
| A                   | 30 | Gonzalo Verón      |     | 57’ |
| A                   | 11 | Pablo Barrientos   | 16’ |     |
| A                   | 9  | Martín Cauteruccio |     | 68’ |
| Sostituzioni:       |    |                    |     |     |
| P                   | 1  | Leo Franco         |     |     |
| P                   | 33 | José Devecchi      |     |     |
| D                   | 2  | Mauro Cetto        |     | 61’ |
| D                   | 13 | Ramiro Arias       |     |     |
| D                   | 27 | Matías Catalán     |     |     |
| D                   | 29 | Fabricio Fontanini |     |     |
| C                   | 10 | Leandro Romagnoli  |     | 57’ |
| C                   | 24 | Juan Cavallaro     |     |     |
| C                   | 31 | Facundo Quignon    |     |     |
| A                   | 15 | Héctor Villalba    |     |     |
| A                   | 22 | Nicolás Blandi     |     |     |
| A                   | 26 | Mauro Matos        |     | 68’ |
| Allenatore:         |    |                    |     |     |
| Edgardo Bauza       |    |                    |     |     |